# Marcin Ignacy Czerniewicz
Marcin Ignacy Czerniewicz herbu Lubicz (zm. przed 26 czerwca 1776) – sędzia grodzki kowieński w latach 1765–1775, horodniczy kowieński w latach 1754–1775, poseł z powiatu kowieńskiego na sejm repninowski.

## Życiorys
Konsyliarz powiatu kowieńskiego w konfederacji powiatu kowieńskiego w 1767 roku. Był członkiem konfederacji radomskiej 1767 roku. W załączniku do depeszy z 2 października 1767 roku do prezydenta Kolegium Spraw Zagranicznych Imperium Rosyjskiego Nikity Panina, poseł rosyjski Nikołaj Repnin określił go jako posła właściwego dla realizacji rosyjskich planów na sejmie 1767 roku, poseł powiatu kowieńskiego na sejm 1767 roku. W 1767 roku jako poseł kowieński na Sejm Repninowski, wszedł w skład delegacji, wyłonionej pod naciskiem posła rosyjskiego Nikołaja Repnina, powołanej w celu określenia ustroju Rzeczypospolitej.